# Shepshed
Shepshed este un oraș în comitatul Leicestershire, regiunea East Midlands, Anglia. Orașul se află în districtul Charnwood. 